# Christine Boyer

Portret miniatură al Christinei Boyer de Jean-Baptiste Isabey.

Christine Boyer (3 iulie 1771 - 14 mai 1800) a fost membră a familiei Bonaparte; a fost sora menajerei lui Lucien Bonaparte și prima soție a lui Lucien Bonaparte.

## Copii
Cuplul a avut patru copii din care două fiice au avut descendenți.
- Filistine Charlotte (28 februarie 1795 - 1865).
- un fiu (1796-1796)
- Victoire (1797-1797)
- Christine-Egypta (18 octombrie 1798 - 1847).